# Parafia św. Józefa Oblubieńca w Nisku
Parafia pw. św. Józefa Oblubieńca w Nisku – parafia rzymskokatolicka znajdująca się w diecezji sandomierskiej w dekanacie Nisko. Została utworzona 27 września 1927 z terenu parafii pw. św. Stanisława w Racławicach. Jest  najstarszą parafią w Nisku, z niej zostały wyodrębnione pozostałe parafie.

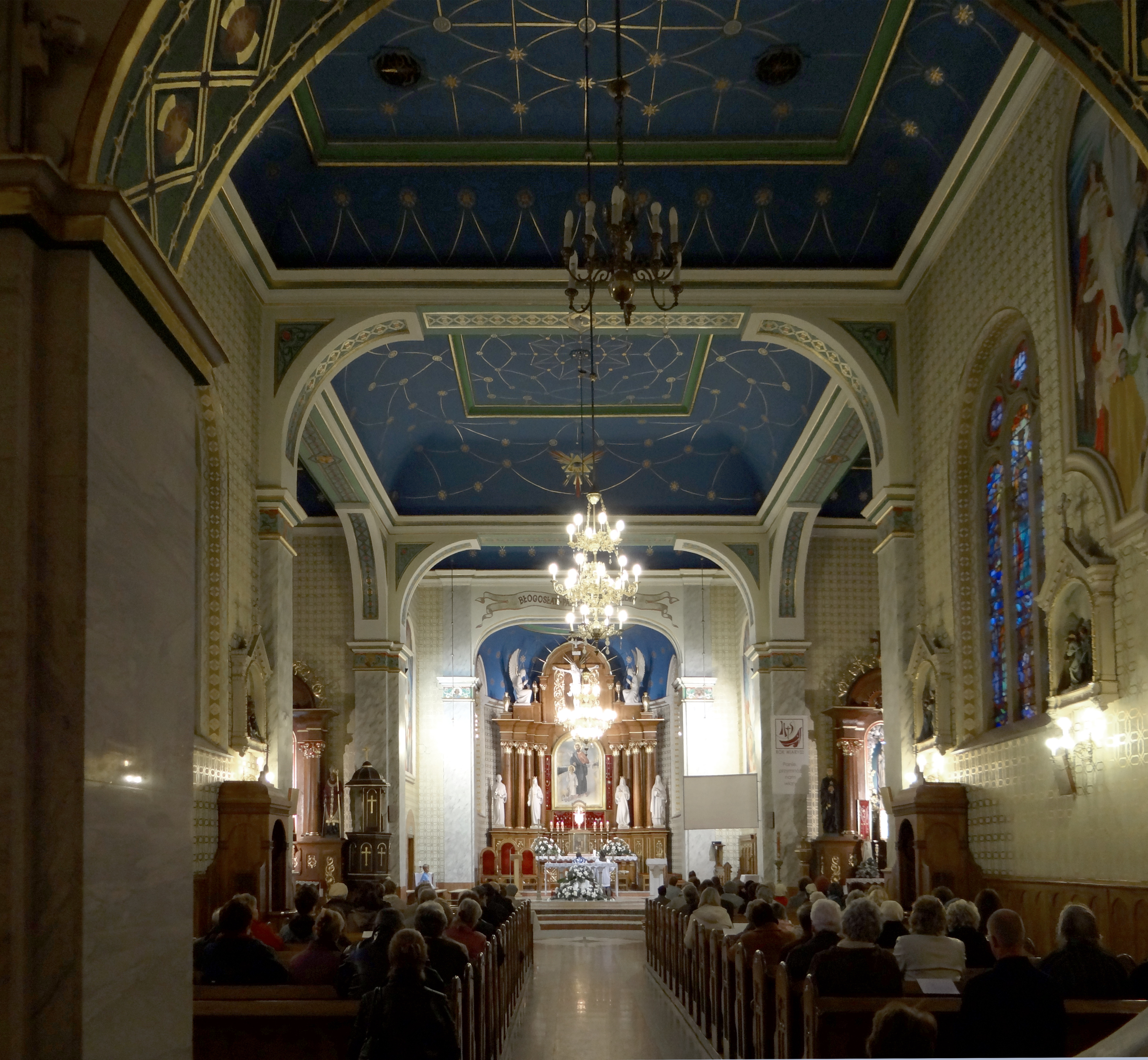
Wnętrze kościoła